# Вилхелм Карл фон Урах
Вилхелм Карл Флорестан Геро Крезентиус фон Урах (на немски: Wilhelm Karl Florestan Gero Cresentius von Urach; * 3 март 1864 в Монако; † 24 март 1928 в Рапало, Италия) е 2. херцог на Урах и граф на Вюртемберг, генерал на кавалерията във войската на Вюртемберг, няколко пъти е кандидат за трона на различни европейски държави.
Той е единственият син на Фридрих Вилхелм Александер Фердинанд фон Урах (1810 – 1869), от 28 май 1867 г. 1. херцог на Урах и граф на Вюртемберг, и втората му съпруга принцеса Флорестина от Монако (1833 – 1897), дъщеря на княз Флорестан Рожер от Монако (1785 – 1856) и Мария Каролина Жибер де Ламец (1793 – 1879).
Внук е на граф Вилхелм Фридрих Филип фон Вюртемберг (1761 – 1830), който се жени 1800 г. (морганатичен брак) за дворцовата дама на майка му, баронеса Вилхелмина фон Тундерфелдт-Родис (1777 – 1822) и на 1 август 1801 г. се отказва за децата си от трона на Вюртемберг. Дядо му е брат на Фридрих I Вилхелм Карл (1754 – 1816), от 1806 г. първият крал на Вюртемберг, на Мария Фьодоровна) (1759 – 1828), омъжена 1776 г. за руския император Павел I, и на Елизабет (1767 – 1790), омъжена 1788 г. за император Франц II (1768 – 1835), и на Лудвиг фон Вюртемберг (1756 – 1817), прадядо на Мария фон Тек, бабата на британската кралица Елизабет II.
През 1867 г. се образува херцогската линия Дом Урах, клон на Дом Вюртемберг, с титлата херцог на Урах за баща му граф Вилхелм фон Урах от Вюртемберг като Вилхелм I първият херцог фон Урах.
Вилхелм Карл има четири полусестри от първия брак на баща му с принцеса Теоделинда дьо Боарне фон Лойхтенберг (1814 – 1857).
Вилхелм Карл фон Урах след гимназията започва военна кариера. В началото на Първата световна война той е генерал-лейтенант и командир на „26. вюртембергска дивизия“. На 5 януари 1917 г. той е командващ генерал във войската на Вюртемберг и на 25 февруари 1917 г. генерал на кавалерията до края на войната.
Вилхелм Карл фон Урах става на 17 юли 1869 г. вторият херцог на Урах. Няколко пъти той е кандидат за трона на различни европейски държави, 1910 г. за Монако, 1913 г. за Албания и през Първата световна война за Полша и на новообразуваното велико херцогство Елзас-Лотарингия. На 11 юли 1918 г. парламентът на Литва го избира за крал на Литва с името Миндаугас II, но на 2 ноември 1918 г. му се отказва. След края на войната и пенсионирането му Вилхелм се занимава с научна работа и 1922 г. и става доктор в университета в Тюбинген с темата „Градската география на Ройтлинген“.
Вилхелм Карл фон Урах умира на 64 години на 24 март 1928 г. в Рапало в Италия и е погребан в дворцовата църква в Лудвигсбург. Той получава множество ордени. Той е на 4 май 1918 г. носител на „големия кръст на българския военен орден с военна декорация“.

## Фамилия
Вилхелм Карл фон Урах се жени на 4 юли 1892 г. в Тегернзе за херцогиня Амалия Баварска (* 24 декември 1865, Мюнхен; † 26 май 1912, Щутгарт), дъщеря на херцог Карл Теодор Баварски (1839 – 1909) и София Саксонска (1845 – 1867), дъщеря на крал Йохан Саксонски (1801 – 1873) и принцеса Амалия-Августа Баварска (1801 – 1877). Те имат девет деца:
- Мария Габриела Карола Йозефа София Махилда (* 22 юни 1893, Щутгарт; † 19 март 1908, Щутгарт)
- Елизабет Флорентина Августа Мария Луиза (* 23 август 1894, дворец Лихтенщайн; † 13 октомври 1962, Фрауентал), омъжена в Тегернзе на 5 април 1921 г. за принц Карл фон и цу Лихтенщайн (* 16 септември 1878; † 20 юни 1955)
- Карола Хилда Елизабет Мария (* 6 юни 1896, Щутгарт; † 26 март 1980, Тюбинген-Лустнау), неомъжена
- Вилхелм (III) Алберт Карл Антон Паул Геро Мария (* 27 септември 1897, Щутгарт; † 8 август 1957, Мюнхен), княз на Урах, граф на Вюртемберг, отказва се, женен (морг.) в Щутгарт на 19 юни 1928 г. за Елизабет Тойрер (* 20 ноември 1899; † 20 юни 1988)
- Карл Геро Албрех Йозеф Вилхелм Антон Мария (* 19 август 1899, дворец Лихтенщайн; † 15 август 1981, Лихтенщайн), 3. херцог на Урах, граф на Вюртемберг, шеф на рода, женен в Цайл на 20 юни 1940 г. за графиня Габриела фон Валдбург-Цайл-Траухбург (* 26 април 1910; † 6 април 2005), дъщеря на княз Георг фон Валдбург-Цайл (1867 – 1918) и алтграфиня Мария Тереза фон Залм-Райфершайт-Райтц (1869 – 1930)
- Маргарета София Флорестина Мария Йозефа (* 4 септември 1901, Лихтенщайн; † 28 януари 1975, Тюбинген-Лустнау), неомъжена
- Албрехт Еберхард Карл Геро Мария (* 18 октомври 1903, Ханау; † 11 декември 1969, Щутгарт), княз на Урах, граф на Вюртемберг, женен I. в Осло на 1 юни 1931 г. (развод 1943) за Роземари Блакадер (* 20 януари 1901), II. в Берванг, Тирол на 8 септември 1943 г. (развод 1960) за Ута Валдшмидт (* 11 септември 1922; † 25 април 1984)
- Рупрехт Еберхард Вилхелм Геро Мария (* 24 януари 1907, Щутгарт; † 28 август 1969, Туцин), княз на Урах, граф на Вюртемберг, женен в Регенсбург на 20 май 1948 г. за принцеса Инига фон Турн и Таксис (* 25 август 1925)
- Мехтилд Мария Габриела Флорентина София Девота фон Урах графиня фон Вюртемберг (* 4 май 1912, Щутгарт; † 11 март 2001, Валденбург), омъжена на 12/24 май 1932 г. в Щутгарт за 8. княз Фридрих Карл III Лудвиг Филип Ернст Франц Йозеф фон Хоенлое-Валденбург-Шилингсфюрст (* 31 юли 1908, Валденбург; † 24 октомври 1982, Валденбург), син на 7. княз Фридрих Карл II фон Хоенлое-Валденбург-Шилингсфюрст (1846 – 1924) и княгиня Тереза фон Ербах-Фюрстенау (1869 – 1927)

Амалия умира 1912 г. при раждане. Вилхелм Карл фон Урах се жени втори път на 25 ноември 1924 г. в Мюнхен за принцеса Вилтруд Мария Алика Баварска (* 10 ноември 1884, Мюнхен; † 28 март 1975, Оберстдорф), дъщеря на баварския крал Лудвиг III Баварски (1845 – 1921), (упр. 1913 – 1918), и ерцхерцогиня Мария Терезия от Австрия-Есте, принцеса на Модена (1849 – 1919). Бракът е бездетен.